# Renaud (zanger)

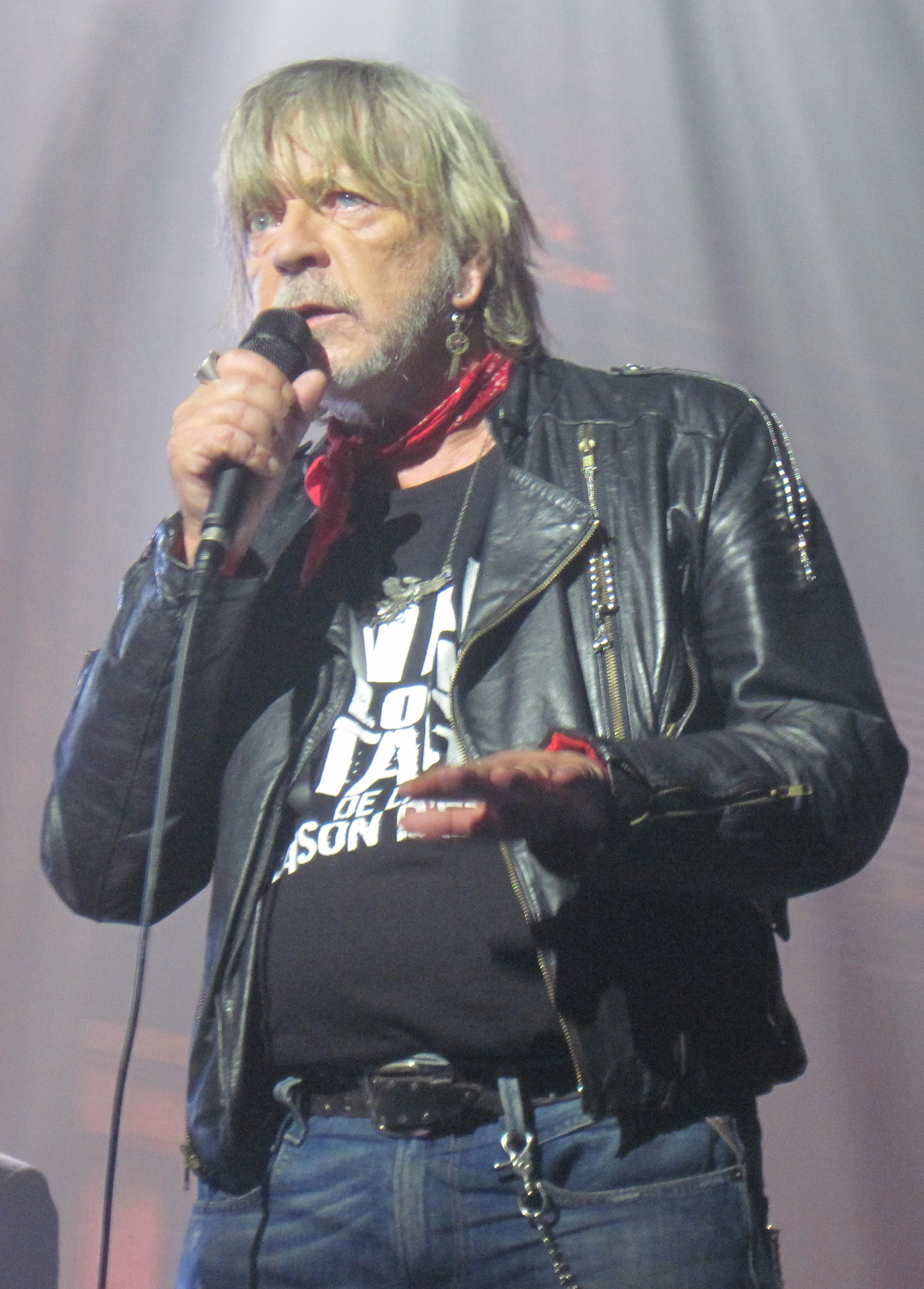
Renaud 2016

Renaud, artiestennaam van Renaud Pierre Manuel Séchan (Parijs, 11 mei 1952), is een Franse zanger, componist, muzikant, songwriter, schrijver en acteur.
In Frankrijk is hij een van de meest populaire zangers. In zijn nummers vermengt hij opstand en tederheid, betrokkenheid en humor om de maatschappij te bekritiseren, een eer te betonen of gewoon "lol te hebben". Dit alles in een zeer persoonlijk taalgebruik, waarin het Bargoens een belangrijke plaats inneemt.
Bekende nummers zijn Laisse béton, Morgane de toi, Mistral gagnant en Manhattan-Kaboul (met Axelle Red)
Renaud heeft ook in enkele films gespeeld, waaronder Germinal van Claude Berri (1993), de verfilming van het boek van Émile Zola over de arbeidersopstanden in de steenkoolmijnen in het noorden van Frankrijk. Hij speelde ook naast Harvey Keitel, Gérard Depardieu en Johnny Hallyday in Crime Spree, een film van Brad Mirman uit 2003 (de Franse versie kreeg de titel Wanted), waar hij de rol speelt van gedesillusioneerde bandiet.

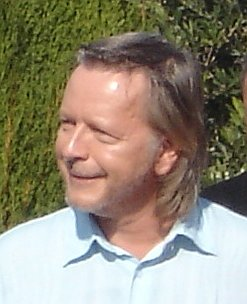
Renaud 2006

Verder is Renaud actief als schrijver. Hij heeft onder andere twee kinderboeken geschreven: La petite vague qui avait le mal de mer en Le Petit oiseau qui chantait faux. Ook schrijft hij columns voor het satirische tijdschrift Charlie Hebdo. Hij deed dit in de perioden 1992-1993 en 1995-1996, en opnieuw sinds 2 maart 2016. Zijn album Renaud of Toujours Debout uit 2016 wordt overigens opgedragen 'aan zijn vermoorde vrienden van Charlie Hebdo'.
Renaud was getrouwd met de zangeres Romane Serda, de moeder van zijn zoon Malone (2006). In 2011 scheidden Renaud en Serda. Serda werkte nog mee aan zijn album Renaud uit 2016. Daarvoor was hij van 1980 tot 1999 getrouwd met Dominique Quilichini. Hun dochter, Lolita, trouwde met de zanger Renan Luce. Aan het kind van Lolita en Renan, Héloïse, zijn kleinkind, droeg Renaud op zijn laatstverschenen album een nummer op, zoals hij eerder ook aan Dominique en Lolita albums opgedragen heeft.

## Discografie

### Studioalbums
- 1975 Amoureux de Paname
- 1977 	Laisse béton
- 1979 	Ma gonzesse
- 1980 	Marche à l'ombre
- 1981 	Le retour de Gérard Lambert
- 1983 	Morgane de toi
- 1985 	Mistral gagnant
- 1988 	Putain de camion
- 1991 	Marchand de cailloux
- 1993 	Renaud cante el' Nord
- 1994 	À la belle de Mai
- 1995 	Les introuvables
- 1996 	Renaud chante Brassens
- 2002 	Boucan d'enfer
- 2006 	Rouge sang
- 2009 	Molly Malone – Balade irlandaise
- 2016 	Renaud of Toujours debout
- 2018   Les mômes et les enfants d'abord
- 2022   Métèque

## Acteur
- 1956: Le Ballon rouge, film van Albert Lamorisse (samen met zijn broer David)
- 1976: Brigade des mineurs - afl. 2: La Neige de Noël, tv-reeks van Michel Wyn (personage: Yves)
- 1977: Un juge, un flic, tv-reeks
- 1977: Au plaisir de Dieu, tv-reeks naar een roman van Jean d'Ormesson (personage: Alain)
- 1977: Madame Ex, tv-film van Michel Wyn naar een roman van Hervé Bazin
- 1981: Elle voit des nains partout !, film van Jean-Claude Sussfeld (personage: Tarzan)
- 1993: Germinal, film van Claude Berri (personage: Étienne Lantier)
- 2003: Crime spree, film van Brad Mirman (personage: Zéro)
- 2006: Le Deal, film van Jean-Pierre Mocky (personage: straatmuzikant)

- Bibliothèque nationale de France: cb120756284 (data)
- Catàleg d'autoritats de noms i títols de Catalunya: 981060407983406706
- Gemeinsame Normdatei: 118884611
- International Standard Name Identifier: 0000 0001 2018 7050
- Library of Congress Control Number: n80119163
- MusicBrainz: de1edf40-2b3d-4ddd-873c-e4f59585ba92
- Nationale Bibliotheek van Tsjechië: xx0165472
- Nationale bibliotheek van Australië: 35749328
- Nationale Bibliotheek van Israël: 987007293008405171
- Nederlandse Thesaurus van Auteursnamen: 073034835
- Istituto Centrale per il Catalogo Unico: LO1V184811
- SNAC: w6d22t38
- Système universitaire de documentation: 027559688
- Trove: 1069965
- Virtual International Authority File: 100235343
- WorldCat: E39PBJkCY4hFFByTFvVcHm9Yyd